# 藤本健一
藤本 健一（ふじもと けんいち、1974年3月31日 - ）は、日本のドラム奏者。別名義・愛称は「Ken☆Ken（ケンケン）」。三重県出身。血液型はO型。

## 来歴
高校生の頃にドラムを始め、高校卒業後はプロミュージシャンを志して上京し、音楽学校（専門学校ESPミュージカルアカデミー）に入学。
卒業後の1994年、ZYYGのドラマーとしてデビュー。
1995年の「ぜったいに 誰も」がヒット。1999年の解散後は音楽活動の幅を広げ、R&Bからプログレッシブ・ロックまで様々なプロジェクトに参加。
1994年、高山征輝率いるZYYGに加入。後藤康二も同時期に加入している。同年、栗林誠一郎がZYYG脱退。一時的に活動を休止。
1995年、福岡県久留米市でのシークレットライブを機にZYYGに加藤直樹が加入。
1999年、ZYYGが解散。同時に様々なセッション、サポート活動を始める。
2003年、R&B女性シンガー、Akashiのサポートを開始。レコーディング、ライブに参加。
2004年4月26日、「ck510 feat.響子」ライブにて、ZYYG解散後に後藤康二と初共演。これは後藤の招聘によるもの。
2004年6月12日、永川敏郎率いるプログレッシブ・ロックの重鎮GERARDに加入し、初ライブを行う。
2006年2月11日、高山征輝、後藤康二、加藤直樹と共にZYYGラストライブ「LIVE ROCKIN' HIGH Final -ONE AND ONLY MEMORIES-」に参加。
2006年より、Sound Horizonのサポートメンバーとして「Ken☆Ken」名義で参加。シングル『少年は剣を…』、『聖戦のイベリア』『ハロウィンと夜の物語』、アルバム『Roman』、『Moira』、『Märchen』に参加したほか、Sound Horizonのライブ・コンサートツアーなどにも楽団メンバーの一人として参加している。
2012年からはSound Horizon主宰Revoによる新プロジェクトLinked Horizonにも「Ken☆Ken」名義で参加しており、シングル『ルクセンダルク小紀行』、アルバム『ルクセンダルク大紀行』に参加。いずれも通常版のみに収録されている楽曲を担当。
2019年4月1日 - ZYYG再結成を発表。7月14日と21日に復活ライブ「LIVE ROCKIN' HIGH～Dreamers～」を実施。

## 人物・エピソード
- 鈴鹿サーキットの側が故郷であり、小学生の頃はレースを観戦していた。
- 趣味は読書で、「青春の門」（五木寛之）や「コインロッカー・ベイビーズ」（村上龍）等を愛読している。
- ジョン・ボーナム（レッド・ツェッペリン）、ジェフ・ポーカロ（TOTO）、トミー・リー（モトリー・クルー）等を好きなミュージシャンとして挙げている。
- ZYYGではメンバー中最年少であり（但しZYYGのメンバーは生年を公表していない）、メンバーから「もう少し大人になって欲しい」と言われたことがある。また、後藤康二と並んで酒豪である。
- ZYYGの「Dreamer」（2ndアルバム『Noizy Beat』収録）に強い愛着を抱いている。
- カラオケで「HOUND DOG」を歌ったことがあり、自分ではそれなりと思っていたが高山に「すごく弱い」と揶揄された。
- セッションバンド「BaNaNa P@i」におけるプロフィールでは、スペイン・アンダルシア地方出身で、新宿のホストクラブでドラムを叩いていたことになっている。
- Sound Horizonのライブのためにドラム一式を買い換えた事があり、その様子はDVD『第三次領土拡大遠征凱旋記念 国王生誕祭 2009.6.27』のMCに収録されている。

## 参加グループ
- ZYYG
- GERARD
- GOLDBRICK
- BaNaNa P@i
- Sound Horizon
- Linked Horizon

## サポート
- Akashi
- アツミサオリ
- @ir
- Sound Horizon
- Linked Horizon

## その他
- 行列のできる法律相談所 - 「ご近所づきあいも、ほどほどにしてくれ！」の相談者がこの藤本健一をモデルにした。